# (30443) Stieltjes
(30443) Stieltjes (2000 NR) – planetoida z pasa głównego asteroid okrążająca Słońce w ciągu 4,29 lat w średniej odległości 2,64 j.a. Odkryta 3 lipca 2000 roku.